# 천기론
천기론(天機論)은 조선 후기 천기, 진기, 천진을 추구하는 태도와 주의를 아울러 포괄적으로 설명하는 말이다. 
- 천기의 개념

천기라는 개념은 거론하는 배경에 따라 그 쓰임새가 달라진다. 천기라는 단어의 최초 출처는 장자에서 시작되었으므로 천기 용어 사용에는 장자적인 자연적 세계관에 영향 받은 바가 크다. 
천기라는 것은 그 함의가 모든 것을 다 포함할 수 있을 정도로 다양하다고 할 수 있겠다. 즉 하늘을 강조하는 천기란 
'하늘의 신비’, ‘우주의 조화’ 등으로 정의되고, 아래 인간을 중심으로 볼 때는 ‘천부적인 소질’, 
‘생득적으로 갖추어진 마음, 기질, 능력’ 등으로 파악될 수도 있다. 그러나 위의 두 가지 분류는 서로 상호배타적인 것이 아니라, 
곧 하나의 선상에서 결합되는 것으로 보는 것이 옳다고 본다. 즉 천기란 인간에게 내재된 순수본질로서의 ‘천진’을 가리키는데, 
그 근원은 하늘로부터 온 것이므로 ‘하늘의 비밀, 조화의 신비’가 깃든 것으로 볼 수 있다.